# 맥킨지 & 컴퍼니
맥킨지 앤드 컴퍼니(McKinsey & Company)는 1926년에 미국 시카고 대학교 경영대학원 교수이자 공인회계사인 제임스 맥킨지가 미국 일리노이주 시카고에서 창업했고, 1929년 맥킨지 초창기 멤버인 앤드류 토마스 커니(AT Kearney)가 맥킨지의 첫 대표 파트너가 되었으며, 1933년에 하버드에서 로스쿨과 비즈니스 스쿨을 졸업한 마빈 바워(Marbin Bower) 변호사가 영입되어 1946년 AT커니로부터 맥킨지라는 사명의 전적인 사용권을 매수하면서 현재의 기반과 체재를 설립한 컨설팅 회사다. 회사 이름의 '컴퍼니'는 동료들이라는 의미라고 한다. 미국의 잡지 《뉴스위크》는 '뛰어난 우수 가장 영향력이 있는 컨설팅 회사'로, 영국의 신문 《파이낸셜 타임즈》는 '세계적으로 선도적인 컨설턴트 기관'이라고 평가한 바 있다. 남극을 제외한 전 대륙에 사무소가 있다. 세계의 톱 5로 불리는 기업의 3개는 맥킨지의 고객이라고 하며, 《포춘》이 발표하는 기업 톱 100 중 3분의 2도 그들의 고객이라고 한다. 한편 맥킨지는 비공개주의를 철저히 지키는 것로 알려져 있다. 맥킨지의 본사는 원래 미국 일리노이주 시카고였으나 싱글 파트너십 원칙으로 더 이상 본사를 두고 있지 않고, 모든 해외지사가 본사 같은 역할을 한다.

## 역사

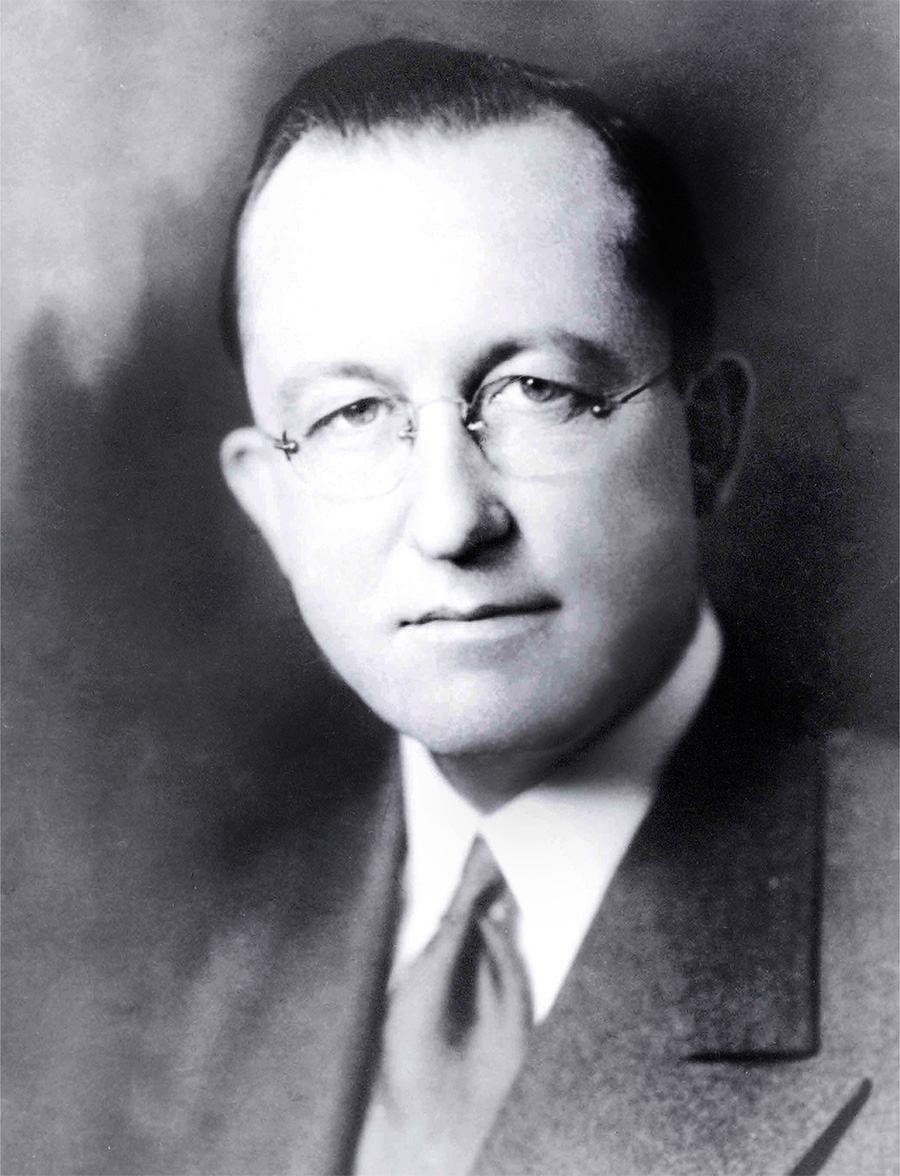
설립자인 제임스 O. 맥킨지 (1889–1937)

McKinsey & Company는 미국 일리노이주 시카고에서 시카고대학교 교수인 맥킨지에 의해 설립되었다. 제임스 맥킨지는 미국의 군사적 분야에서 나름 전문가이기도 하였고 각종 회사들에 회계적인 자문을 하는 것으로 사업 방향을 정하면서 회사를 설립했다. 맥킨지는 주로 회계 원리에 입각하여 자문을 시작하였다. 맥킨지의 첫 대표 파트너는 앤드류 토마스 커니였으며, 1929년 같이 사업을 시작했고, 마빈 바워가 1933년에 채용되었다.

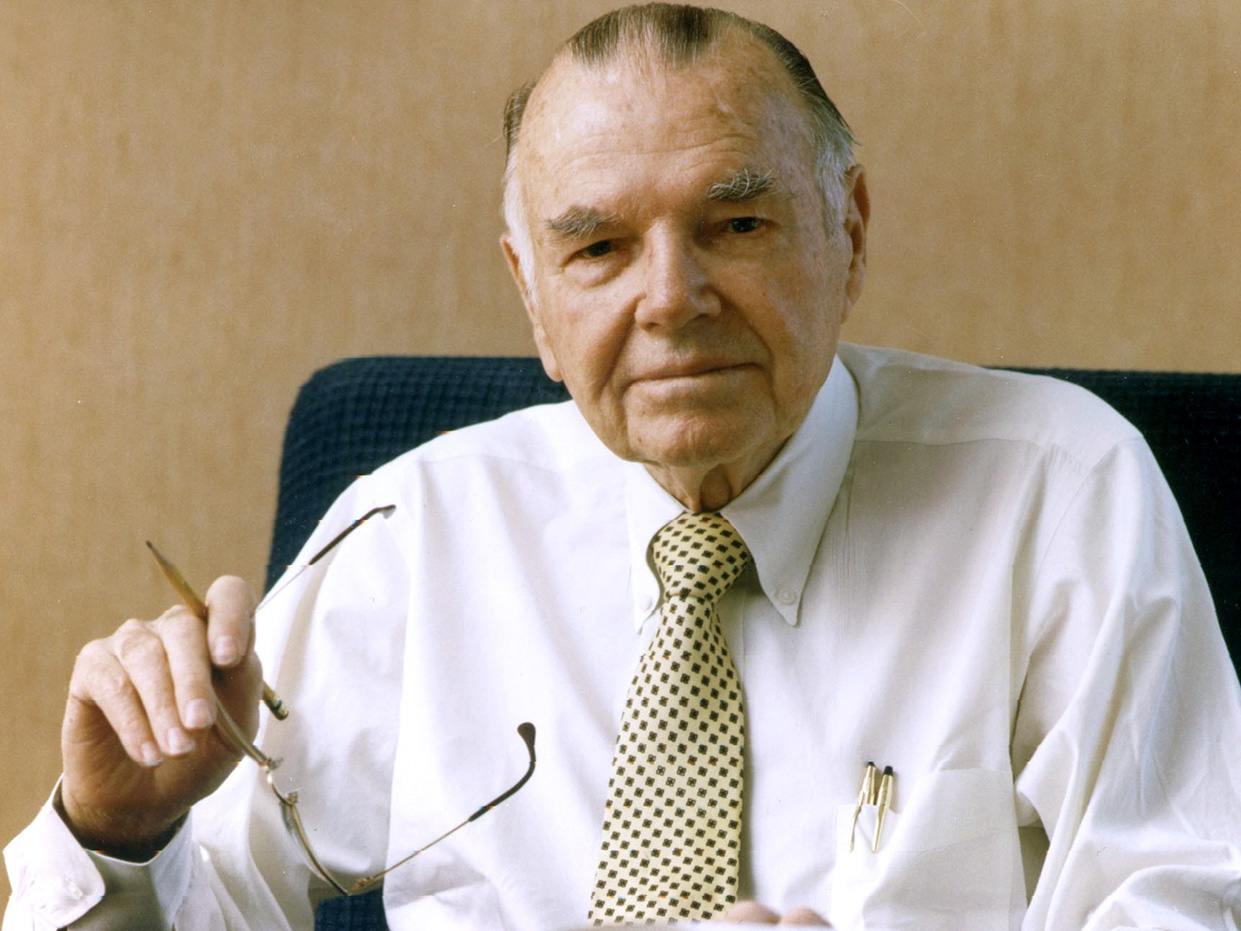
현대의 맥킨지와 기업문화를 세운 마빈 바워

맥킨지는 1930년대 뉴욕에 오피스를 오픈했으며, 1935년에 제임스 맥킨지는 마셜 필드에서 일하기 위해 잠시 맥킨지 컴퍼니를 떠났고 그 때 앤드류 토마스 커니 (AT커니)와 마빈 바워가 맥킨지 컴퍼니를 지켰다. 1930년대 후반에 커니와 바워는 회사를 운영하는 방법에 대해 의견이 달랐고 마찰이 생겼다. 바워는 미국 전국적으로 사업을 확장하고 젊은 경영대 졸업생들을 고용하기를 원했지만, 커니는 미국 일리노이주 시카고에 머물며 경험 많은 회계사들을 고용하기를 원했다. 그러던 와중 제임스 맥킨지가 1939년 사망했다. 이것이 회사를 맥킨지 웰링턴 앤 컴퍼니(McKinsey, Wellington & Company)와 맥킨지 커니 앤 컴퍼니 (McKinsey, Kearney & Company)로 나뉘게 만들었다. 결국 1946년 마빈 바워가 커니에게서 맥킨지 명칭의 사용권을 구매하면서 사명 합병이 마무리 되었다
맥킨지 한국 오피스는 한국인 리더가 2010년대 들어 증가하기 시작하여 현재 맥킨지 한국사무소의 대표는 송승헌이다.

## 채용
맥킨지는 그해 졸업하는 대학생 및 대학원생들을 주로 고용한다. 특히 온캠퍼스(on-campus) 리쿠르팅으로 주로 선발한다. 갓 대학교를 졸업하고 입사하는 경우에는 애널리스트(analyst) 자리에서 시작하며, 갓 대학원(주로 경영대학원 MBA 혹은 로스쿨 JD)을 졸업하고 입사하는 경우에는 어소시엇 컨설턴트(associate consultant) 자리에서 시작한다. 경영컨설팅계 최고의 명성, 후한 보수 그리고 다양한 퇴사시 옵션(exit options)들을 자랑하며, 이로 인해 경쟁사인 보스턴 컨설팅 그룹, 베인앤컴퍼니, AT커니와 함께 경영컨설팅업계에서 취업의 문이 가장 좁다. 퇴사시에는 많은 경우 대기업 전략팀(strategy)으로 이직한다.
한때 맥킨지 컨설턴트들의 1/3이 하버드 비즈니스 스쿨 MBA 출신이었을 정도로 하버드 MBA 학생들을 가장 많이 선발하는 것으로 알려져 있다. 하버드, 스탠포드, 와튼, 시카고대 등의 최상위권 경영대학원 및 하버드, 예일, 스탠포드 등의 일부 최상위권 로스쿨에서 어소시엇 컨설턴트들을 채용하고, 하버드, 프린스턴, 예일, 스탠포드 등 최상위권의 학부에서 애널리스트(analyst)들을 채용한다. 상기 정보는 미국 본사 기준이다. 맥킨지 코리아 등 해외지사는 현지에서 우수 인력을 선발한다.